# 和平文化

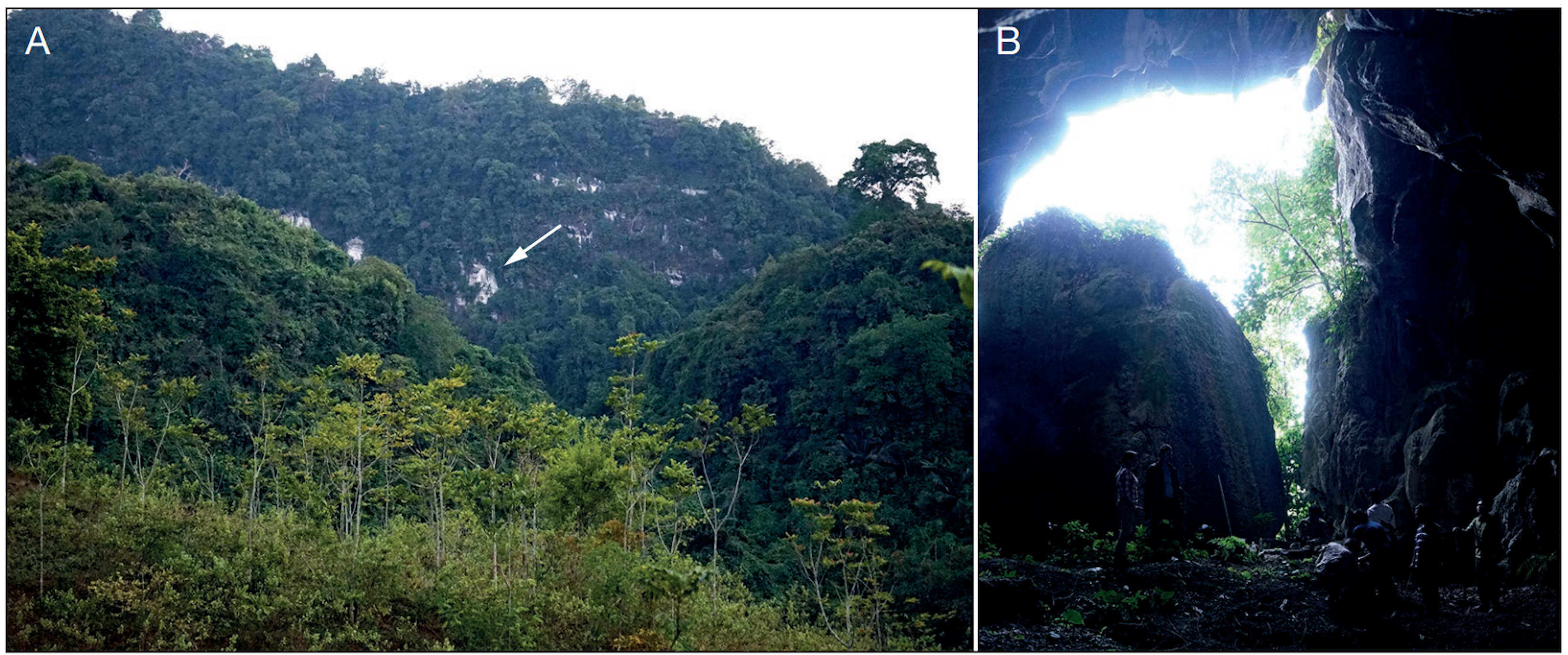
和平文化相關考古遺址。

和平文化（英語 Hòa Bình culture或Hoabinhian，詞源自越南語和平省），首先被法國考古學家用於描述越南北部全新世時期的從巖洞中發掘的考古文化。後在英語文獻中，“和平文化”被用來泛指東南亞地區的石器文化，其中包括了石片、卵石等石器，年代在約公元前兩千年到一万年。
和平文化人群以狩獵採集為生，代表了東南亞地區在狩獵採集時代的文化。此外，雲南一處四萬年前的遺址，其挖掘出的器物，被認為與和平文化相關。

## 地理位址
雖然和平文化一詞，首先被用來稱呼越南挖掘出的遺址。但其衍生用來指稱的史前文化，遍布東南亞，在 馬來西亞、印尼蘇門答臘、泰國、寮國、緬甸與柬埔寨皆廣泛分布和平文化相關遺址。 
在現代，安達曼人與塞芒人被認為可能是和平文化相關人群的後裔。